# Bellview Airlines
Bellview Airlines (mã IATA = B3, mã ICAO = BLV) là hãng hàng không, trụ sở ở Lagos, Nigeria. Bellview Airlines có các tuyến đường quốc nội và quốc tế. Căn cứ chính của hãng ở Sân bay quốc tế Murtala Mohammed, Lagos.

## Lịch sử
Năm 1992 hãng đại lý du lịch "Bellview Travels Limited" ở Lagos trở thành Bellview Airlines và có các chuyến bay thuê bao bằng 1 máy bay Yakovlev Yak-40. Năm 1993 hãng mở các tuyến chở khách thường xuyên trong nước, sử dụng 1 máy bay Douglas DC-9-30 thuê. Năm 1995 hãng lập công ty con Bellview Airlines (Sierra Leone), nhưng sau đó đã hợp nhất với công ty mẹ. Hãng hiện có 308 nhân viên.
Ngày 30.4.2007 chính phủ Nigeria ra lệnh cho mọi hãng hàng không hoạt động trong nước phải tái đầu tư vốn, nếu không sẽ bị cấm hoạt động. Bellview Airlines đã đáp ứng được yêu cầu trên đúng thời hạn và đã được tái đăng ký để hoạt động.

## Các nơi đến
(Tháng 5/2008):
- Cameroon
  - Douala
- Côte d'Ivoire
  - Abidjan
- Gabon
  - Libreville
- Gambia
  - Banjul
- Ghana
  - Accra
- Guinea
  - Conakry
- Liberia
  - Monrovia
- Nigeria
  - Abuja
  - Lagos
  - Kano
  - Port Harcourt
- Senegal
  - Dakar
- Sierra Leone
  - Freetown
- Nam Phi
  - Johannesburg
- Vương quốc Anh
  - London

## Tai nạn
- Ngày 22.10.2005 máy bay Boeing 737 của hãng chở 117 người, đã bị rớt sau khi cất cánh từ Lagos để đi Abuja. Tất cả 117 người này đều thiệt mạng.[3]
- Ngày 19.12.2005, một máy bay Boeing 737 của hãng bay từ Lagos tới Freetown (Sierra Leone) đã phải đáp khẩn cấp xuống Sân bay quốc tế Kotoka ở Ghana vi phi công phát hiện hệ thống thủy lực của máy bay bị trục trặc. Hôm sau, nhà chức trách Nigeria ra lệnh rút giấy phép của hãng.  Sau đó một Ban đặc nhiệm hàng không thay đổi quyết định, không rút giấy phép mà đình chỉ hoạt động tới ngày 22.12.2005 nếu đáp ứng được yêu cầu của ban thanh tra.[4]. Sau đó Bellview đã được phép tái hoạt động.

## Đội máy bay
(Tháng 5/2008):
- 3 Boeing 737-200
- 2 Boeing 767-200ER

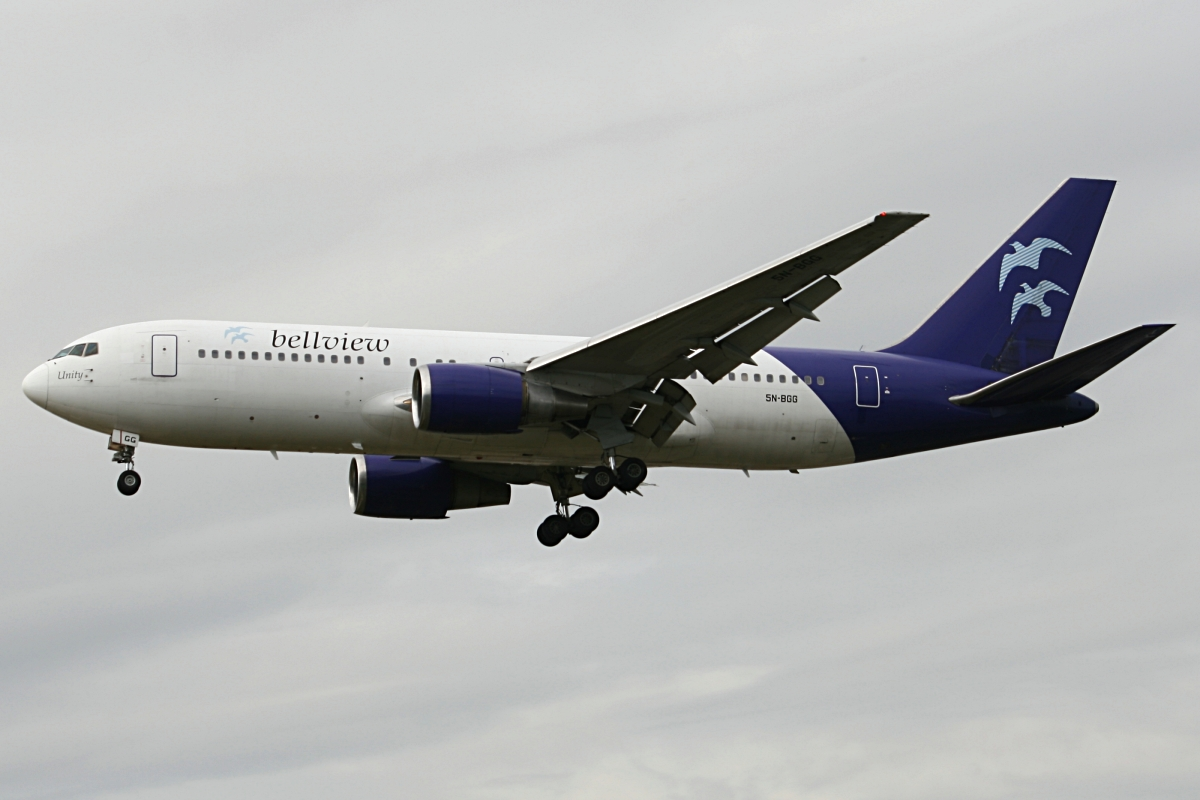
Bellview Airlines Boeing 767-200ER

Tính thới tháng 2/2008, tuổi trung bình các máy bay của Bellview Airlines là 25 năm().